# Mainacun
Mainacun  est un village situé dans la région autonome du Tibet, en Chine, au nord de Lhassa.